# 지금 우리 학교는 (드라마)
《지금 우리 학교는》은 넷플릭스에서 2022년 1월 28일부터 공개된 대한민국의 좀비 영화이다.

## 줄거리
좀비 바이러스가 퍼진 한 효산고등학교에 고립된 이들과 그들을 구하려는 군인을 극한의 상황을 겪으며 벌어지는 이야기.

## 제작진

### 연출
- 이재규
- 김남수

### 극본
- 천성일

## 등장 인물

### 주요 인물
- 박지후 : 남온조 역

현직 소방관의 딸. 매사에 밝고 긍정적이고 청산과는 어릴 적부터 친구 사이지만 수혁을 좋아한다.
- 윤찬영 : 이청산 역

부모님이 운영하는 청산치킨이 늘 부끄러운 고등학생으로, 말은 안하지만 온조를 좋아한다.
- 조이현 : 최남라 역

어머니 때문에 억지로 반장이 되었다. 수업시간 외에는 늘 이어폰을 끼고 말도 없고 친구도 없다. 귀남에게 물려 반 좀비가 한마디로 절비가 된다. 마지막에 학교 옥상 위에서 친구들을 다시 만나게 된다. 수혁이를 좋아한다.
- 하승리 : 장하리 역 - 효산고 양궁부 일행으로 활로 많은 좀비를 해치며 나아갔다.
- 로몬 : 이수혁 역

한 때 일진, 청산과 엄청 친한 사이, 남라를 남모르게 좋아한다.
- 유인수 : 윤귀남 역

일진이지만 늘 뒤에 있다. 하지만 좀비사건이 생기고 있고 난 후 그는 자신이 절비가 된걸알고 힘이 쎄지니 절대적 존재로 변해버렸다.

### 주변 인물
- 이유미 : 이나연 역 - 효산고 학생, 이기적이다. 경수를 감염시킨 주범.
- 함성민 : 한경수 역 - 효산고 학생, 청산의 베프
- 손상연 : 장우진 역 - 효산고 학생, 하리의 동생
- 임재혁 : 양대수 역 - 효산고 학생
- 이은샘 : 박미진 역 - 효산고 학생
- 전배수 : 남소주 역 - 소방서 구급팀장, 온조의 아버지
- 이지현 : 청산의 어머니 역
- 이요성 : 청산의 아버지 역

### 효산고 학생들
- 김보윤 : 서효령 역
- 진호은 : 정민재 역
- 안지호 : 김철수 역
- 오희준 : 손명환 역
- 신재휘 : 박창훈 역
- 안승균 : 오준영 역
- 김진영 : 김지민 역
- 양한열 : 유준성 역
- 이채은 : 박희수 역
- 김정연 : 김민지 역
- 오혜수 : 민은지 역
- 황보운 : 이하림 역
- 조지안 : 장도민 역
- 이미지 : 양영주 역
- 정이서 : 김현주 역 - 학교 내 최초 감염자
- 김주아 : 윤이삭 역
- 이민구 : 이진수 역

### 효산고 교직원들
- 이상희 : 박선화 역 - 영어교사
- 채동현 : 양궁부 코치 역
- 미상 : 권혁수 역
- 미상 : 최형진 역
- 미상 : 안진철 역

### 경찰 관련 사람들
- 미상 : 이재용 역
- 박재철 : 전호철 역
- 미상 : 남용필 역

### 소방 관련 사람들
- 우지현 : 김우신 역 - 구급대원
- 동현배 : 박영환 역 - 구급대원
- 이윤상 : 이성만 역

### 그 외 인물
- 배해선 : 박은희 역 - 국회의원
- 조달환 : 조달호 역 - 수석 보좌관
- 김종태 : 진선무 역 - 계엄사령관
- 이명호 : 의무관 역
- 이시훈 : 귤까는 소리 역 - 유튜버
- 박지열 : 이재준 역
- 강문경 : 국무총리 역
- 송지혁

### 특별출연
- 김병철 : 이병찬 역 - 과학교사[5]
- 이규형 : 송재익 역 - 형사
- 엄효섭 : 효산고 교장 역
- 윤경호 : 정용남 역 - 국어교사
- 윤병희 : 강진구 역 - 체육교사
- 안시하 : 김경미 역 - 보건교사

## 결과
- 장우진-누나를 지키다 좀비에 물린다.죽어가는 도중에 누나 하리를 걱정하는모습을 보인다.이후 좀비로변해 미진이 대걸레로만든 창으로 찔를뻔하지만 하리가 말렸다.결국 좀비가돼 최남라의 의해 목이꺾여 최후를 맞는다.주인공 일행중 마지막 사망자가되었고,좀비가되고,미사일로 폭격을 당해결국 사망으로 추정.
- 이청산 - 귀남에게 물린후 미사일 폭발로 인해 사망으로 추정.
- 남온조 - 생존.
- 남소주 - 자신의 딸인 온조와 그외 생존자들을 만나지만 테니스장에서 유인을 하다 좀비가 되고 미사일로 인해 사망으로 추정.
- 이수혁 - 생존.
- 최남라 - 귀남에게 물려 이뮨이 되었지만 면역자들과 지내면서 생존.
- 귀남 - 청산에게 핸드폰으로 눈이 찔리고 좀비들의 먹잇감이 되었지만 어째서인지 다시 부활해 이모탈이 되었다.11화에서 자신이 그토록 하고싶었던 청산에게 똑같이 복수하는 것을 성공하였지만 미사일 폭발로 인해 청산에게 고기방패로 쓰이면서 사망으로 추정.
- 이나연 - 자신이 경수를 죽인 죄로 인해 방송실에서 음악 창고로 쫓아나게 되지만 음악실에서 남긴 친구들의 영상들을 보면서 반성하고 친구들에게 식량을 남겨주려고 음식을 담으며 밖으로 나가게되지만 그때 귀남에게 발견돼 귀남에게 먹히면서 좀비가되고,미사일로 인해 사망으로 추정.
- 한경수 - 이나연에게 정치질을 당하며 결국 격리하게 되지만 그는 좀비가 아니였고 이나연은 자신의 말이 맞다며 슬쩍 좀비 피가 묻은 수건으로 경수의 상처에 갖다대며 좀비가 되고 미사일로 인해 사망으로 추정.
- 영어 선생님 - 밖으로 쫓겨난 이나연을 따라가며 이나연을 보호해주다 물려 좀비가 되고 미사일로 인해 사망으로 추정.
- 청산이 엄마 - 좀비소식을 방송으로 듣고 청산이를 구하기 위해 가다 좀비가된 경수를 좀비가 되지 않았다고 착각하며 경수를 부르다 경수에게물려 좀비가 되고 미사일로 인해 사망으로 추정.

## 수상 목록
- 2022년 제17회 서울 드라마 어워즈 한류드라마부문 작품상
- 2022년 제8회 에이판 스타 어워즈 남자 신인상 (윤찬영)
- 2022년 제8회 에이판 스타 어워즈 여자 신인상 (박지후)